# ВАЗ-21179
ВАЗ-21179 — семейство бензиновых 4-цилиндровых инжекторных двигателей производства российской компании «АвтоВАЗ». Производится с февраля 2016 года. Был создан на основе двигателя ВАЗ-21126 (1596 куб.см.) — за счёт увеличения хода поршней и добавлением фазовращателя на впускном распределительном валу. Предназначен для установки в автомобили семейства Xray, Aura и Vesta. Комплектуется механической и «роботизированной» (АМТ) коробками передач.
Допускается эксплуатация на бензине АИ‑92. Масса: 99,3 кг. Расчётный ресурс: 220 000 км. По утверждению разработчиков, при надлежащем уходе ресурс может достигать 400 тысяч км.
Двигатель соответствует экологическим нормам Евро-5. Ведутся работы над повышением экологичности этого двигателя с целью достижения соответствия нормам Евро-6, которые начнут действовать в Европе с 2020 г. Удельный расход топлива — 370 г/(кВт·ч).